# Майнхоф, Вернер
Ве́рнер Курт А́рмин Ма́йнхоф (нем. Werner Kurt Armin Meinhof; 20 октября 1901, Галле — 7 февраля 1940, Йена) — немецкий историк искусств, с 1936 по 1939 годы руководитель городского музея Йены. Отец Ульрики Майнхоф, соосновательницы «Фракции Красной армии».

## Биография
Вернер был десятым ребёнком в семье пастора Йоханнеса Майнхофа (1859—1947) и его жены фрау Матильды Майнхоф, в девичестве Кёстлин (1860—1908), дочери Юлия Кёстлина. Уже в детстве он бросил общеобразовательную школу и ушёл учиться в художественную. Получив аттестат зрелости, он учился искусствоведению у Пауля Франкля. Как и братья, Вернер состоял в Немецкой национальной народной партии.
В 1920 году Майнхоф участвовал в подавлении восстаний трудящихся в регионе Галле/Заале, за что был награждён серебряным знаком отличия. В 1926 году он начинает встречаться с Ингеборге Гутхардт, которая была на восемь лет моложе Вернера (1909—1949). В марте 1928 года Майнхоф устраивается на должности научного сотрудника в Государственный музей искусств и истории культуры Ольденбурга, в том же году 28 декабря он женился на Ингеборг. В браке у них родились дочери Винке (1931 год) и Ульрика (1934 год).
В 1930 году Вернер вступил в «Союз борьбы за немецкую культуру», 1 мая 1933 принят в НСДАП (партийный билет № 2856334), а в том же месяце участвует в выставке музея Фолькванг в Эссене, читая вступительную речь, которая была опубликована в газете Völkischer Beobachter. В 1936 году Майнхоф возглавил городской музей Йены и культурный отдел НСДАП в том же городе. В 1937 году начал читать лекции в Веймарской Государственной высшей школе архитектуры, изобразительного искусства и ремёсел.
В сентябре 1939 года у Майнхофа был обнаружен рак поджелудочной железы, от которого он скончался 7 февраля 1940. Жена пережила его на 9 лет, а Ульрика и Винке были удочерены Ренатой Римек.

## Сочинения Майнхофа
- Walter Timmling im Lappan, erschienen in der 1. Beilage zu Nr. 132 der «Nachrichten für Stadt und Land» vom 17. Mai 1931, Oldenburg
- Zwischen Reformation und Revolution, 1936/37, Jena, Schrift des Stadtmuseums Jena
- Lebendige Anschauung (Sammlung). Aufsätze u. Vorträge. Mit 9 Abb. Jena 1941. 176 S., Diederichs, Eugen 1941.
- Christlicher Glaube, Lichtweg Verlag Essen 1941, 1. Auflage, Christlicher Glaube: Im Zeugnis alter und neuer Bilder. «Kleine Handbücherei für das evangelische Haus Heft 7»